# Dropbox
Dropbox（ドロップボックス）はアメリカのDropbox, Inc.が提供するオンラインストレージサービスである。オンラインストレージとローカルにある複数のコンピュータ間でデータの共有や同期を可能とする。

## 概要
Dropboxはマサチューセッツ工科大学の学生であったドリュー・ヒューストン（Drew Houston）とアラシュ・フェルドーシが2007年に設立したサービスで、2008年3月にクローズドベータ、9月に正式サービスをそれぞれ開始し、2011年4月に日本語に正式対応した。
2013年7月9日時点でユーザー数は1億7500万人、1日に同期されるファイルは10億件以上である。
Dropbox, inc.は2007年6月にYコンビネータからシード投資を受け、2007年9月に120万ドル、2008年10月に600万ドル、2011年10月に2億5000万ドルの投資をVCから受けている。Drobpox, inc.の従業員数は約300人、最高経営責任者はドリュー・ヒューストン、最高技術責任者はアラシュ・フェルドーシである。
Google ドライブやOneDriveに対抗してオンラインストレージサービスに集中するため、過去に買収したスマートフォン用アプリケーションMailboxとCarouselのサービスをそれぞれ2016年2月と3月に終了する、と2015年12月に発表した。。
IPOを秘密裏に申請している、と2018年1月に報道される。
2018年2月に、NASDAQへ株式公開を申請する。
2021年、社員の11パーセントに当たる人員をレイオフすると発表した。また、同年の段階では、180ヵ国以上の国々にて総ユーザー数が6億人以上になったとされる。

## 機能
目的とするファイルは専用のフォルダへドラッグ&ドロップすると、オンラインでバックアップされて変更履歴からロールバックが可能となる。ローカルデータをオンラインで同期することから、オフライン使用の際もダウンロードは不要である。他の類似サービスに比してファイルのアップロードが簡便である。

### データ共有
アップロードデータは、リンクまたは共有フォルダ作成で共有が可能となる。Publicフォルダを用いる共有方法は廃止されており、2012年8月1日以降の新規アカウントはPublicフォルダがデフォルトでは作成されず、リンク共有機能が推奨されている。

#### リンク共有
アップロードしたファイルやフォルダは、各々個別にリンクの作成が可能である。作製したリンクはDropboxにより個別のURLが自動的に付与され、URLにアクセスすればブラウザで表示したり、ダウンロードが可能となる。共有相手はDropboxユーザーである必要がない。
最も簡便な共有方法だがURLを知る者は誰でもアクセス可能で、秘匿性を要するファイルの共有は適さない。リンク先対象の編集はリンク作成者のみ可能な一方向同期で、共同編集に適さない。

#### 共有フォルダ
Dropbox内の任意のフォルダを他のDropboxユーザーと共有可能である。相手が承諾すると共有フォルダが表示され、共有者の一人がフォルダ内容を変更すると、共有者全員が自動的に同期される。
共有者全員が編集可能の双方向同期で、共同編集などに適する。

## 招待制度
新規ユーザを招待すると、招待者一人ごとにストレージサイズがフリープランで250MB、プロプランで500MB増加し、学生と教職員は500MB、1GB増加する。2012年4月3日の改定後は増加量がフリープランで500MB、プロプランで1GBとなり、過去の招待も遡及適用された。
招待制度は最大32人である。

## クライアントソフトウェア
公式サイトで以下のプラットフォームのクライアントソフトウェアが提供されているが、ウェブブラウザによる操作も可能である。
- Windows
- macOS
- Linux
- iOS
- Android
- BlackBerry
- Kindle Fire